# Turija, Bujanovac
Turija (izvirno srbsko Турија) je naselje v Srbiji, ki upravno spada pod Občino Bujanovac; slednja pa je del Pčinjskega upravnega okraja.

## Demografija
V naselju živi 263 polnoletnih prebivalcev, pri čemer je njihova povprečna starost 30,8 let (29,4 pri moških in 32,2 pri ženskah). Naselje ima 70 gospodinjstev, pri čemer je povprečno število članov na gospodinjstvo 5,71.
|  |

| Demografija | Demografija     | Demografija     |
| Leto        | Št. prebivalcev | Št. prebivalcev |
| ----------- | --------------- | --------------- |
|             |                 |                 |
|             |                 |                 |
|             |                 |                 |
|             |                 |                 |
| 1948        | 297             |                 |
| 1953        | 314             |                 |
| 1961        | 330             |                 |
| 1971        | 354             |                 |
| 1981        | 420             |                 |
| 1991        | 431             | 415             |
| 2002        | 476             | 400             |
|             |                 |                 |

| Etnična sestava po popisu iz leta 2002 | Etnična sestava po popisu iz leta 2002 | Etnična sestava po popisu iz leta 2002 | Etnična sestava po popisu iz leta 2002 | Etnična sestava po popisu iz leta 2002 |
| -------------------------------------- | -------------------------------------- | -------------------------------------- | -------------------------------------- | -------------------------------------- |
| Albanci                                | Albanci                                |                                        | 395                                    | 98,75%                                 |
| Srbi                                   | Srbi                                   |                                        | 4                                      | 1,0%                                   |
| Neznano                                | Neznano                                |                                        | 1                                      | 0,25%                                  |